# Saint-Pierre-de-Bressieux
Saint-Pierre-de-Bressieux – miejscowość i gmina we Francji, w regionie Owernia-Rodan-Alpy, w departamencie Isère.
Według danych na rok 1990 gminę zamieszkiwało 621 osób, a gęstość zaludnienia wynosiła 27 osób/km² (wśród 2880 gmin regionu Rodan-Alpy Saint-Pierre-de-Bressieux plasuje się na 1047. miejscu pod względem liczby ludności, natomiast pod względem powierzchni na miejscu 394.).